# Warachikuy
El huarachicuy o huarachico (en ortografía quechua contemporánea: warachikuy, literalmente ‘poner las pantalonetas’) era una ceremonia incaica que marcaba el paso de la adolescencia a la adultez en los varones simbolizado mediante un cambio de vestimenta. Se trata de un rito de paso civil-social del ciclo vital incaico en el que los varones jóvenes accedían a los wara, unas prendas interiores a manera de pantalonetas o taparrabos, que solamente podían usar al ser mayores de edad. En ella, los jóvenes, después de someterse a serie de pruebas de valor, valentía y destreza, riesgos físicos, combates, juegos, entre otros, recibían el estatus oficial de hombre adulto, preparado para la vida y la guerra. Quienes aprobaban dicho certamen recibían además una distinción por parte del inca.
Durante el siglo XVI, varios cronistas escribieron sobre estos ritos de iniciación celebrados por los mozos del Cuzco, como Pedro Sarmiento de Gamboa, Cristóbal de Molina, Bernabé Cobo, Guamán Poma de Ayala y Pedro Cieza de León. Según Sarmiento de Gamboa, el huarachico fue una de las cuatro festividades principales del año dentro del calendario incaico. Al parecer, los ritos de iniciación se celebraban en el cerro Huanacaure, donde «se iban armar caballeros» los jóvenes de aproximadamente 20 años, quienes rendían honores a uno de los hermanos fundadores del Cuzco. Los jóvenes debían someterse a esta ceremonia para hacerse hombres cabales, e incluso para ser inca era necesario pasar por estas pruebas para ser capaz de gobernar.
Hoy en día, el Warachikuy sigue siendo una fiesta importante que representa el patrimonio cultural andino en el Perú. En el departamento del Cuzco, las celebraciones se realizan anualmente en la explanada del sitio arqueológico de Sacsayhuamán, el tercer domingo de septiembre, y su escenificación es promovida y realizada por el Colegio Nacional de Ciencias de esa ciudad. Incluyen ceremonias rituales, danzas guerreras, batallas como el chiaraje y competencias de valor, todos ellos al son de pututus, tinyas y quenas. Esta fiesta ha sido reconocida oficialmente por el gobierno del Perú mediante la Ley N° 27.708, que oficializa la «Fiesta Inka del Warachicuy» (sic) como Festival Ritual de Identidad Nacional, promulgada el 26 de abril de 2002.